# Кудрун

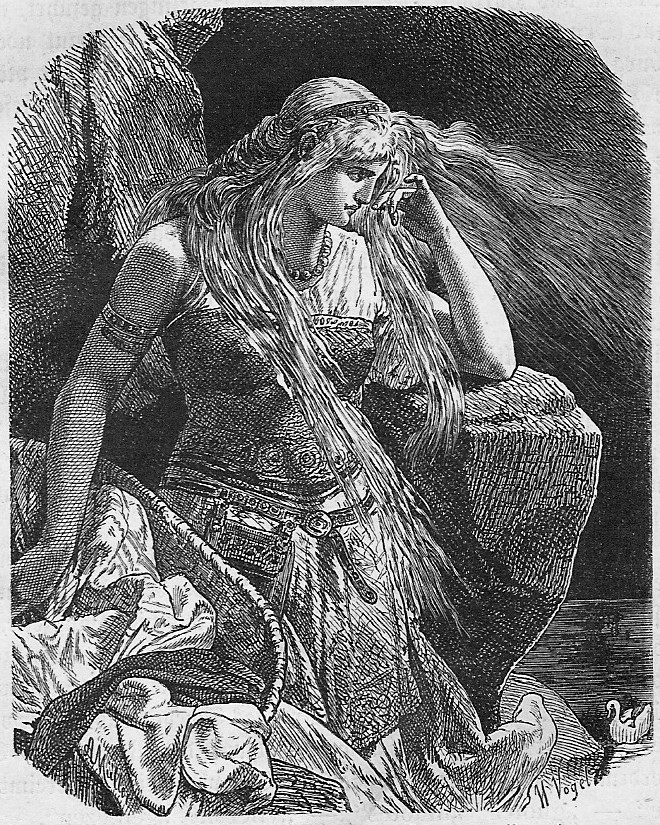
Кудрун у моря

«Кудрун», «Кудруна» («Гудрун», нем. Kudrun, Gudrun) — немецкий средневековый эпос. Сюжет поэмы опирается на многочисленные эпические и фольклорные общегерманские источники. Основная часть поэмы — сказание о похищении Хильды — встречается в различных германо-скандинавских источниках.

## Название и этимология
Имя героини эпоса в рукописи — Cutrun. В скандинавской поэзии часто встречается его северная форма — Gudrun, тогда как древняя верхненемецкая его форма — Gundrun. Это составное и «говорящее» имя (Gund — «битва», run от rune — «тайна, заклятие»), оно означает «вызывающая битву заклятьями» (См. Старшая Эдда). Исследователи, считающие, что поэма родилась в Северной Германии, сохраняют имя Гудруна, но все, кто основывается на её австрийско-баварском происхождении, пишут Кудруна.

## Соотношение с «Песнью о Нибелунгах»
Созданная в XIII веке, поэма занимает место в одном ряду с «Песнью о Нибелунгах» — прославленным эпосом немецкого Средневековья. Вильгельм Гримм, сопоставив «Песнь о Нибелунгах» с «Илиадой», отвёл «Кудруне» место немецкой «Одиссеи». Действие в «Кудруне», как и в «Одиссее», происходит главным образом на море и на островах, а в «Нибелунгах», как в «Илиаде» — на материке. Как указывает Р. В. Френкель в своём приложении к переводу поэмы на русский язык, «эта мысль стала расхожей в немецкой критике». По её мнению, сравнение двух немецких поэм с гомеровским эпосом справедливо в том смысле, что в «Кудруне» картины быта знатного общества представлены полнее, чем в «Песне о Нибелунгах», развязка благополучна, а, главное, «Кудруне» так же, как «Одиссее», свойствен дух приключений: ветер странствий надувает паруса, корабли бороздят море, на фоне которого происходят почти все события поэмы.
В центре поэмы, так же как и в «Песни о Нибелунгах», — образ женщины, преданной своему избраннику. Но преданность Кудруны выражается в нравственной стойкости, а не в мстительности, как у Кримхильды.

## Проблема авторства
Поэма сохранила некоторые черты, присущие шпильманским поэмам, например, обращения к слушателям, указывающие на живое общение певца с аудиторией, а также то, что поэма анонимна. Анализируя текст, можно сделать вывод, что автор — человек для своего времени образованный, книгочей, хорошо знающий рыцарские романы и текст «Песни о Нибелунгах». Автор «Кудруны» мог быть клириком, учёным монахом или священником, состоящим на службе у знатного феодала в должности секретаря.

## Датировка
Считается, что поэма складывалась и перестраивалась постепенно, пока какой-то один поэт не охватил всего целого единой мыслью и не придал ему окончательной формы. Сказать, когда это произошло, можно лишь приближённо. Так, под влиянием провансальских и французских образцов точная рифма утвердилась в поэзии на средне-верхненемецком языке в конце XII века. «Песнь о Нибелунгах» (ок. 1200 года) уже знает строгую рифму, что характерно и для «Кудруны». В. М. Жирмунский отнёс время создания «Кудруны» к первому десятилетию XIII века. Немецкие филологи чаще всего относят «Кудруну» к 1230—-1240 годам путём поиска в тексте поэмы косвенных указаний на время её завершения и усматривают ряд параллелей к известным историческим фактам и обстоятельствам.

## Судьба рукописи, первое издание и особенности стихосложения
Поэма дошла до нас в единственной (как считает В. М. Жирмунский, причина в том, что «по своему сюжету она осталась изолированной в процессе циклизации средневекового немецкого эпоса») рукописи XVI века (1505—1515 годы). Это так называемая «Амбразская рукопись», или «Амбразская книга героев» (нем. Ambraser Heldenbuch). Название это происходит от замка Амбраз близ Инсбрука, где рукопись хранилась, а писал её таможенный писец Ганс Рид по заказу императора Максимилиана I. Однако впоследствии интерес к ней был утрачен, прошло триста лет после того, как «Амбразская рукопись» была закончена, и за это время никто и нигде не упомянул о «Кудруне». В 1817 году А. Примиссер, разбирая в Вене собрание рукописей, перенесённых недавно из замка Амбраз, нашел манускрипт, составленный Гансом Ридом, и вскоре издал его совместно с Ф. Г. фон дер Хагеном. Им пришлось вносить исправления в написание многих слов, метрику ряда стихов, порядок строф, так как из-за ошибок переписчика нарушалась логика повествования. Ещё сложнее обстояло дело с метрической формой. «Кудруне» присуща своя особая строфа, состоящая из четырёх длинных стихов, рифмующихся попарно и разделённых цезурой на два полустишия. В поэме есть много отступлений от схемы строфы в её чистом виде, также насчитывается сто правильных нибелунговых строф, больше половины которых стоит в первой четверти поэмы.

## Содержание
Центр повествования, что отразилось и в названии эпоса, — в истории Кудруны. История эта занимает две трети поэмы (строфы 573—1705). Всё остальное представляет собой предысторию. Поэтому многие учёные рассматривают поэму как двухчастную и уподобляют её в этом отношении «Песни о Нибелунгах». И так же, как «Песнь о Нибелунгах», «Кудруна» разделена на авентюры (песни): их тридцать две, заголовок дан иногда только по первым строфам, не исчерпывая её содержания (например, в IX):
- I авентюра (без заголовка)
- II авентюра Как Хаген был унесен грифом
- III авентюра Как Хаген явился на корабль
- IV авентюра Как Хагена приняли отец и мать
- V авентюра Как Вате ездил в Ирландию
- VI авентюра Как сладко пел Хорант
- VII авентюра Как девы осматривали корабль и были увезены
- VIII авентюра Как Хаген поехал за своей дочерью
- IX авентюра Как Вате, Морунг и Хорант поехали домой
- X авентюра Как Хартмут сватался к Кудруне
- XI авентюра Как Хервиг и Хартмут ездили к хегелингам ради Кудруны
- XII авентюра Как Хервиг пошел походом на Хетеля и ему отдали Кудруну
- XIII авентюра (без заголовка)
- XIV авентюра Как Хетель послал гонцов из страны Хервига
- XV авентюра Как Хартмут силой захватил Кудруну
- XVI авентюра Как Хильда послала гонцов к Хетелю и Хервигу
- XVII авентюра Как Хетель пришел за своей дочерью на Вюльпензанд
- XVIII авентюра Как Людвиг убил Хетеля и ночью уехал оттуда
- XIX авентюра Как хегелинги вернулись в свою страну
- XX авентюра Как Хартмут вернулся домой, в свое королевство
- XXI авентюра Как Кудруна должна была стирать
- XXII авентюра Как Хильда отправила войско за дочерью
- XXIII авентюра Как они пришли на стоянку и отправились в Нормандию
- XXIV авентюра Как Кудруна получила весть об их прибытии
- XXV авентюра Как Ортвин и Хервиг прибыли туда
- XXVI авентюра Как Хервиг и Ортвин вернулись к войску
- XXVII авентюра Как Хартмут называл Людвигу княжеские стяги
- XXVIII авентюра Как Хервиг убил Людвига
- XXIX авентюра Как Хартмут был взят в плен
- XXX авентюра Как они отправили к Хильде послов
- XXXI авентюра Как в стране у Хильды четыре короля праздновали коронацию
- XXXII авентюра Как все остальные отправились домой

Как рассказывает сага, Кудрун, невеста героя Хервига Зеландского, дочь Хильды и Гетеля, была похищена её отвергнутым женихом Хартвигом. Так как она категорически отказалась выходить за своего похитителя замуж, то должна была прислуживать у его матери. Позднее Кудрун была освобождена Хервигом и его братом, а Хартвиг был взят в плен. Согласно принятой в куртуазной средневековой поэзии и в придворно-христианской форме сюжета, история оканчивается примирением: Кудрун и Хервиг становятся мужем и женой, а Хартвиг получает прощение. Начало «Кудруны» не предвещает мрачных событий. Её безмятежный пролог (1 — 22) пронизан весельем, в нём представлена картина весны и описана дорога среди лугов и лесов, по которой движется свадебный кортеж. В дальнейшем в поэме рассказано о пяти кровавых сражениях. Здесь, как и в «Нибелунгах», встаёт проблема мести, но она не приводит к тотальному уничтожению двух вражеских сторон, а всё заканчивается их примирением. Таким образом, в конце поэмы снова наступает идиллия (строфы 1531—1705). «Кудруна» завершается четырьмя брачными союзами, что сильно отличает развязку Кудруны от кровавого апофеоза «Песни о Нибелунгах». Примиряющая тенденция лежит в самом характере «младшего» эпоса. Не только Кудруна, но и Хильда во второй части поэмы, и «дикий Хаген» в его начале — миротворцы. Сквозь эту сюжетную канву проглядывают фабульные ходы и мотивы, оставшиеся от саг, лёгших в основу сюжета. Где и когда сложился сюжет главной части — история Кудруны, — до сих пор является предметом споров. Самой ранней считают историю Хильды (См. «Деяния данов» Саксона Грамматика, «Песнь о Хельги» в «Старшей Эдде», «Младшая Эдда»).

## Христианские мотивы
В поэме «Кудруна» сильны религиозные мотивы, а миротворческие идеи эпоса вероятно возникли под влиянием христианства. В «Кудруне» христианизация сказалась заметно сильнее, чем в «Песни о Нибелунгах», здесь она затронула ментальность героев поэмы в противоположность героям «Песни», где церковная религиозность является лишь тонкой оболочкой, прикрывающей их глубинную суть, унаследованную от языческих времён. Формальная сторона христианской религиозности в «Кудруне», как и в других эпосах, выражается в различных речевых формулах, вошедших в обиход средневекового человека, упоминании имени Христа, ссылках на действия и волю божию. Церковная служба в поэме представлена как часть феодального быта. В ней чаще, чем в «Песни о Нибелунгах», упоминаются христианские праздники (так, если в «Песни» упоминается только Троица, то в «Кудруне» названы Вербное воскресенье, Пасха, Рождество). О религиозных обрядах говорится, как о чём-то само собой разумеющемся (крещение Хагена, его брак с индийской королевной, их коронация «по христианскому обычаю»), также важны наличие враждебных человеку дьявольских сил, понятие греха и всепрощения.

## Традиции рыцарского романа
«Кудруна» была завершена после Четвёртого крестового похода (1202—1204), когда начали проявляться признаки упадка феодальной рыцарской культуры. Зигфрид и Хервиг представлены в поэме как рыцари, способные на любовь-служение. Это куртуазно-рыцарская концепция «высокой любви», согласно которой Хервиг совершает чудеса храбрости, а выбитый из седла, терзается стыдом, что его дама могла в этот миг его видеть. И Зигфрид бьётся на турнирах, затевает потешное сражение в честь Кудруны, когда она возвращается из церкви во дворец.

## Переводы
Вскоре после первого издания «Кудруны» (1820) в Германии назрела проблема перевода поэмы на современный немецкий язык. Сначала появились стихотворные пересказы. Были опубликованы отрывки, переведённые гекзаметром. Первый полный перевод (близкий к тексту, выполненный размером подлинника) на новый верхненемецкий язык сделал А. Келлер, который был подвергнут уничтожающей критике Вильгельмом Гриммом, за то, что в нём вместо того что бы точно передавать дух и смысл оригинала и приводит в качестве образца перевод К. Зимрока (выдержавший впоследствии много переизданий).[стиль] Первое полное критическое издание поэмы принадлежит А. Циману (Kutrun/Hrsg. von Ziemann A, Qwedlinburg; Leipzig, 1835).
На русский язык первый перевод «Кудруны» был осуществлён прозой и не полностью, следующий перевод сделан О. Петерсон и Е. Балабановой и помещён в их трехтомнике «Западноевропейский эпос и средневековый роман в пересказах и сокращённых переводах». СПб., 1896—1900. «Песня о Кудруне» в III т.
Полный стихотворный перевод «Кудруны» на русский язык впервые сделан Р. В. Френкель в 1984 году.

## Память
В честь Кудруны назван астероид (328) Гудрун, открытый в 1892 году.

## Экранизации
- «Нибелунги: Месть Кримхильды» / «Die Nibelungen, Teil 2 — Kriemhilds Rache» (ФРГ, Югославия; 1967) режиссёр Харальд Райнль, в роли Гудрун — Ингрид Лотариус.

## Публикации текста
- Кудруна / Перевод Р. В. Френкель ; издание подготовила Р. В. Френкель ; ответственные редактора Б. И. Пуришев, А. Д. Михайлов. — М. : Наука, 1984. — 400 с. — (Литературные памятники / Академия наук СССР ; председатель редколлегии Д. С. Лихачёв). — 50 000 экз.